# José Laureano Sanz y Posse
José Laureano Sanz y Posse (Alcalá de Henares, 4 de febrero de 1819-Madrid, 22 de diciembre de 1898) fue un militar español que ejerció como  capitán general de Filipinas (en 1866) y gobernador de Puerto Rico en dos ocasiones. La primera, entre 1868-70 y la segunda, en 1875. De ideas conservadoras, su gobierno tuvo muchas críticas, ya que eliminó los derechos individuales y las diputaciones, reprimió a la población que luchaba por la independencia, etc., siendo duramente criticado por los partidos de la oposición y una parte de la población. Sin embargo, sí favoreció proyectos como la creación de puentes o de bancos en la Isla y estableció leyes que obligaban a un mayor respeto hacia los esclavos.

## Biografía
Nació en Alcalá de Henares el 4 de febrero de 1819. Era hijo del teniente general Laureano Sanz de Soto de Alfeirán y de Leona Posse Aguiar. Casado con Josefa Peray Muesas en 1819, el matrimonio tuvo ocho hijos: Josefina, Luis, José, León, Mariano, Benito, Clara, Cristina y Milagros Sanz Peray. Su padre recibió el título de grande de España. 
Su carrera militar comenzó desde muy joven, entrando en el ejército como cadete cuando tenía once años de edad. Sin embargo, su progreso en esta carrera lo convirtió en subteniente ya a los catorce años. Además, su participación en la guerra civil, lo llevó a obtener el título de comandante. En 1847,cuando su padre ocupó la cartera de Guerra en colaboración con Istúriz, pasó a dicho ministerio. El 13 de julio de 1866 fue nombrado capitán general de Filipinas, entonces colonia española, dejando el cargo el 21 de septiembre del mismo año. 
Ya como teniente general, fue nombrado gobernador y capitán general de Puerto Rico en 1868, llegando a ella el 30 de diciembre de ese año. Su mandato comenzó con su publicación del decreto de gobierno provisional, devolviendo la representación en Cortes al archipiélago. También entregó otros derechos, aunque estos fueron restringidos. Su gobierno también desarrolló un proyecto de telégrafo, y de construcción de puentes. Además, estableció un Gobierno Civil, basándose en el modelo de las provincias españolas, donde ya existían, y una ley para imponer el respeto a los esclavos. Fue también notable su apoyo a la creación de un banco en Puerto Rico y estableció un empréstito para satisfacer las necesidades del Tesoro. Por otra parte, elevó los impuestos sobre los productos agrícolas.
A pesar de todas esas medidas, desarrolló políticas conservadoras ante la idea independentista de muchos puertorriqueños, siendo rechazado por ellos. Así, debido al temor por parte del gobierno a que se levantara una revuelta por la independencia de Puerto Rico, como la que ya había ocurrido poco antes, el llamado Grito de Lares, estableció a la Guardia Civil en el archipiélago, reorganizó el de Voluntarios e impulsó las condecoraciones y títulos nobiliarios a la gente que tuvieran un notable sentimiento español. Por contrapartida, persiguió a la gente con deseos independentistas, destituyéndolos o desterrándolos. Así, envió al líder del movimiento independentista, Ramón E. Betances, a la isla Saint Thomas, en aquel momento danesa, quien tras emigrar en los Estados Unidos comenzó a relacionarse con los separatistas cubanos impulsando una rebelión en Puerto Rico, la cual provocó que fueran encarceladas los participantes de la revuelta. 
Debido a la elección del liberal Baldorioty de Castro como candidato oficial, dejando fuera así a Navarro Rodrigo, Sanz y Posse aumentó la represión, provocando la desaparición incluso la Sociedad Económica de Amigos del País, y pidió a los ministros Serrano y a Prim que rechazaran la constitución para la isla que se quería presentar en las Cortes. Sin embargo, su dura conducta sobre la población puertorriqueña, debido a su sentimiento nacionalista, impulsó que abandonara el cargo  el 21 de mayo de 1870. 
Más tarde, en 1874, fue nombrado nuevamente capitán general del archipiélago por Serrano. En esta segunda legislatura volvió a la represión de la libertad de prensa, eliminando los derechos individuales, la Diputación y los Ayuntamientos y expulsó a los maestros revolucionarios. Continuó oponiéndose al separatismo y logró la inserción de varios reformadores en su partido. Las quejas contra él provocaron que abandonara el gobierno en 15 de diciembre de 1875, siendo sustituido por Portilla Gutiérrez. Fue senador por la provincia de Puerto Rico y vitalicio y obtuvo el título de Marqués de San Juan de Puerto Rico creado por el rey Alfonso XII en enero de 1883. Murió en Madrid el 22 de diciembre de 1898. 
La última persona que ostentó el título de marqués de San Juan de Puerto Rico fue María del Rosario Sanz Ruiz y Rey de Alonso, conocida como Rosario Durcál, cantante y actriz lucense.